# 仲田定之助
仲田 定之助（なかだ さだのすけ、1888年7月2日 - 1970年11月11日）は、日本の彫刻家、美術家、美術評論家である。
東京生まれ。錦城中学校中退後、実業界に入り高田商会に入社した。その後ドイツに留学、バウハウスを訪問し、帰国後1925年に、雑誌『みずゑ』に紹介記事（「国立バウハウス」）を書き、これが、日本における最初のバウハウスの本格的な紹介とされている。留学中には、他の様々な芸術運動にも触れ、多くの文献を日本に持ち帰った。
「三科」の解散（1925年）を受けるような形で、1926年に、単位三科を結成（大浦周蔵、中原実らと）。
1924年のキュビスム風の彫刻（「首」、「女の首」）が、代表作である。
その後、戦後にかけて、美術評論活動等を行った。1970年「明治往来商売」で第17回日本エッセイスト・クラブ賞受賞。

## 主要展覧会
- 1920年代日本展/東京都美術館・愛知県美術館・山口県立美術館・兵庫県立近代美術館/1988年

## 著書
- 『明治商売往来』青蛙房 1969、ちくま学芸文庫 2003
- 『続・明治商売往来』青蛙房 1970、ちくま学芸文庫 2004

資料
- 『仲田定之助　付・仲田定之助日記』五十殿利治・梅宮弘光編

「美術批評家著作選集 第18巻」ゆまに書房、2016